# Red Road (appartements)
Les Red Road Flats étaient un ensemble de tours d'habitation du milieu du XXe siècle situé entre les districts de Balornock (en) et de Barmulloch (en), au nord-est de la ville de Glasgow, en Écosse. À l'origine, le lotissement se composait de huit blocs de plusieurs étages à ossature métallique. Tous ont été démolis en 2015. Deux d'entre eux étaient des "dalles", beaucoup plus larges en section transversale qu'elles ne sont profondes. Six étaient des "pointes", qui avaient plutôt la forme d'une tour traditionnelle. Les dalles avaient 28 étages (26 occupables et 2 mécaniques), les blocs de pointe 31 (30 occupables et 1 mécanique), et pris ensemble, ils étaient conçus pour une population de 4 700 personnes. Les blocs ponctuels étaient parmi les plus hauts bâtiments de Glasgow, avec 89 mètres, ce qui les plaçait au deuxième rang en termes de hauteur totale, derrière les anciennes tours Bluevale et Whitevale (en) de Camlachie (en). Le 30e étage des "Point Blocks" était le plus haut niveau habitable de tous les bâtiments de Glasgow.
Les vues depuis les étages supérieurs ont attiré l'attention le long des Campsie Fells vers Ben Lomond et les Alpes d'Arrochar (en), puis vers l'ouest après le pont Erskine (en) et vers Goat Fell sur l'île d'Arran, en continuant vers le sud au-dessus de Glasgow et vers l'est en direction d'Edimbourg. Par temps clair, les bâtiments étaient visibles dans le ciel de Glasgow à une distance de 16 kilomètres. Le 31e étage des blocs de pointes et le 28e étage correspondant des dalles étaient réservés à une aire de séchage commune.
Parmi les plus connus des tours d'habitation de Glasgow des années 1960, les bâtiments ont été officiellement condamnés en juillet 2008 après une longue période de déclin, leur démolition progressive se déroulant en trois étapes entre 2010 et 2015. 